# Je suis un soldat
Pour plus de détails, voir Fiche technique et Distribution.
Je suis un soldat est un film français réalisé par Laurent Larivière, présenté dans la sélection Un certain regard au festival de Cannes 2015.

## Synopsis
Sandrine, trente ans, est obligée de retourner vivre chez sa mère à Roubaix. Sans emploi, elle accepte de travailler pour son oncle dans un chenil qui s'avère être la plaque tournante d’un trafic de chiens venus des pays de l'Est. Elle acquiert rapidement autorité et respect dans ce milieu d’hommes et gagne l’argent qui manque à sa liberté. Mais parfois les bons soldats cessent d’obéir.

## Fiche technique
- Titre : Je suis un soldat
- Titre international : I am a Soldier
- Réalisation : Laurent Larivière
- Scénario : Laurent Larivière et François Decodts
- Image : David Chizallet
- Son : Antoine-Basile Mercier
- Montage : Marie-Pierre Frappier
- Musique originale : Martin Wheeler
- Montage son : Benoît Gargonne
- Mixage : Nicolas D'Halluin
- Etalonnage : Yov Moor
- Première assistante : Alexandra Denni
- Scripte : Elodie Van Beuren
- Décor : Véronique Mélery
- Costumes : Frédérique Leroy
- Maquillage et coiffure : Florence Thonet et Anne Moralis
- Régie : Arnaud Aubey
- Direction de production : Michel Mintrot
- Produit par Michel Feller et Dominique Besnehard, coproduit par Hubert Toint et Adrian Politowski, Gilles Waterkeyn
- Une coproduction de Mon Voisin Productions et Saga Film / Umedia en association avec Ufund
- Avec le soutien d'Eurimages en association avec Manon 5 et Soficinema 11
- Avec la participation de Canal+ et de Ciné+, TV5Monde et du Centre national du cinéma et de l'image animée
- Société de distribution : Le Pacte
- Format : couleur - 1,85:1 - son Dolby Digital
- Durée : 97 minutes
  - France : mai 2015 (festival de Cannes), 18 novembre 2015
  - Belgique : 25 novembre 2015

## Distribution
- Louise Bourgoin : Sandrine
- Jean-Hugues Anglade : Henri
- Anne Benoît : Martine, la mère de Sandrine
- Laurent Capelluto : Pierre, le vétérinaire
- Nina Meurisse : Audrey
- Nathanaël Maïni : Tony
- Angelo Bison : Roberto
- Thomas Scimeca : Tony
- Eva-Luuna Mathues : Lola
- Isabelle Malin : la femme de l'entretien d’embauche
- Vittoria Scognamiglio : la cliente au chien pelé
- Jocelyne Desverchère : la femme de Toutou You Too
- Fatima Souhalia-Manet : la maîtresse d'Henri
- Stéphanie Blanchoud : la cliente déçue
- Éloïse Vereecken : la jeune chef de Martine
- Thibaud Paligot : l'agent immobilier
- Patrick Lambert : l'homme à la ferme
- Philippe Resimont : Daniel, le client d'Henri
- Jean-Benoît Ugeux : le dragueur chez Roberto
- Francis Adam : le propriétaire d'une animalerie
- Izabella Karolczuk : Lorna, la trafiquante polonaise
- Nicolas Janssens : Zadec, le trafiquant polonais
- Vincent Collin : Alexandre, trafiquant
- Pierre Lekeux : Lars, un trafiquant

## Distinctions

### Récompenses
- 2016, Swann d'Or de la Meilleure actrice pour Louise Bourgoin au Festival du film de Cabourg 2016
- 2016, Louis Lumière d'Or au 34e Festival du Premier Film Francophone de La Ciotat
- 2016, Prix du Meilleur Scénario au 34e Festival du Premier Film Francophone de La Ciotat
- 2016, Audience Special Mention au Festival Colcoa de Los Angeles
- 2016, Prix Lumière de la presse étrangère de la meilleure image, David Chizallet, chef-opérateur
- 2015, Prix de la meilleure actrice pour Louise Bourgoin au festival de Cosne sur Loire
- 2015, Prix d'Interprétation Féminine pour Louise Bourgoin au 37e Festival International du film du Caire

### Nominations et sélections
- Festival de Cannes 2015 : sélection officielle Un certain regard, en compétition pour la Caméra d'or
- Festival international du film francophone de Namur
- Cambridge Film Festival (en)
- Festival du film de Philadelphie
- Hof International Film Festival
- 39th International Film Festival of India
- Gijón International Film Festival
- Fête du Cinéma Français au Portugal
- Gijón International Film Festival
- Festival international du film francophone d'Angoulême
- Film by the Sea de Vlissingen
- Festival international du film de Saint-Jean-de-Luz
- Festival international du film d'Arras
- 21e Festival Jean Carmet de Moulins
- Festival International du Film Francophone de Brides-Les-Bains